# Karolínská libra
Karolínská libra (lat. pondus Caroli) byla jednotka hmotnosti (libra), základ karolínského měnového systému. Váha se uvádí přibližně 408–409 g (ovšem existuje více přepočtů, které se pohybují v rozmezí 367–491 g). Libra byla zavedena po reformě Karla Velikého z let 793/794, kdy nahradila římskou libru, dělila se na 12 uncí, respektive na 24 loty a razilo se z ní 20 solidů (Schilling), resp. 240 denárů (penny, fenik).
Libra došla největšího rozšíření v 9. století a platila za základ téměř všech evropských mincovních systémů do 11. století, později ji nahradila kolínská marka (hřivna).